# Störtbombflygplan

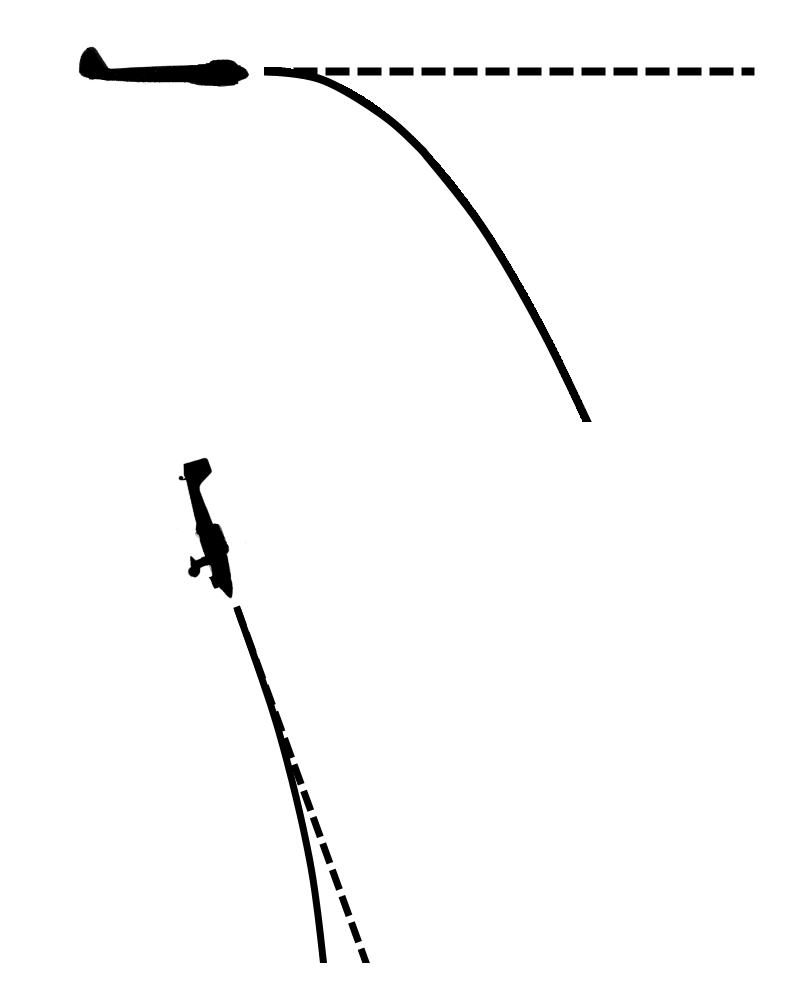
En principskiss som visar störtbombning (nederst) jämfört med höjdbombning (överst).

Störtbombflygplan, ofta förkortat störtbombplan eller störtbombare i talspråk, är en typ av bombflygplan som är konstruerad specifikt för "störtbombning". Namnet kommer av att flygplanen, till en historisk början, siktade in bomberna genom att flyga nästan lodrätt ner mot målet och släppa dem i sista skedet av dykningen. Med tiden gick attackvinkeln neråt till en ungefärlig 30-graders vinkel på grund av utvecklingen av nya avancerade bombsikten.
Störtbombning var en farlig manöver, men den gav god precision. Därför användes störtbombplan historiskt mest mot värdefulla mål som skepp och broar. Ett problem med störtbombning som manöver är att det dykande flygplanet blir sårbart för luftvärnseld. 
Störtbombplan var vanliga under andra världskriget men med tiden blev typen integrerades in i flygplanstypen attackflygplan för att minska på antalet typer av stridsflygplan. Även under kriget började störtbombplan ersättas av attackplansliknande typer som jaktbombflygplan.
Idag har precisionsstyrda bomber ersatt behovet av störtbombplan och störtbombning.

## Störtbombning
Störtbombning är en attackmetod för stridsflygplan beväpnade med flygbomber och betyder att man dyker mot målet och använder hela planet som riktmedel för bomberna. När planet väl är riktat mot målet så släpps bomberna vilka landar nära målet. Detta kan enbart vissa flygplan göra då störtbombning kommer med ett flertal problem. Störtbombplan, beroende på epok, inkorporerar många om inte alla nedanstående lösningar för att klara sin huvuduppgift.

### Dykning och upptagning

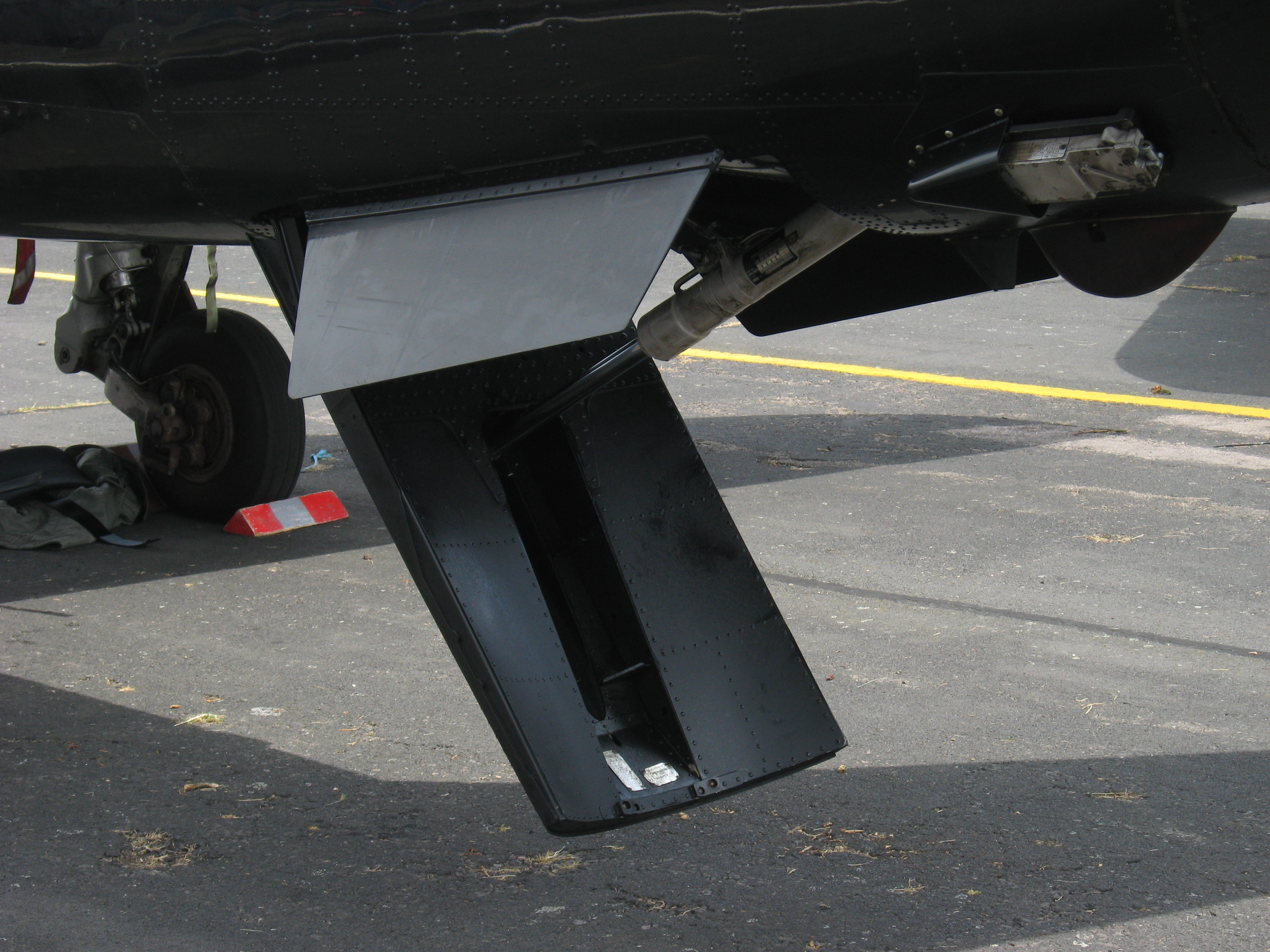
Luftbroms på ett stridsflygplan.

Under störtbombning ökar planets hastighet avsevärt. Detta skapar ett flertal problem vilket primärt har med upptagning att göra (stigningen). Hög hastighet är bland annat problematiskt då det skapas högt vindmotstånd vilket gör det svårt att justera höjdrodret. Om höjdrodret inte går att justera går planet i backen vid dykning. 
Andra problem med hög hastighet är att det skapas mycket högre g-kraft vid upptagning. G-kraft påverkar både piloten och planet. Bland annat kan piloten svimma vid hög g-kraft och planet kan även gå sönder.
Lösningar för detta är att bland annat att förse flygplanet med kraftigare konstruktion ock specialdesignat höjdroder för att motverka effekterna vid störtbombning. Det finns även mekaniska hjälpmedel för justering av höjdroder i hög fart. Dessa lösningar skapar dock problem igen då planet blir dyrare och framför allt tyngre. 
Andra hjälpmedel är att förse piloten med en g-dräkt för att hantera g-krafterna mer. Som pricken över i:et finns det även en uppfinning som heter luftbroms. En luftbroms är en form av utfällbar panel som skapar luftmotstånd för att minska hastigheten hos planet. Dessa har större användningsområde än just störtbombning dock.

### Bombsläppning

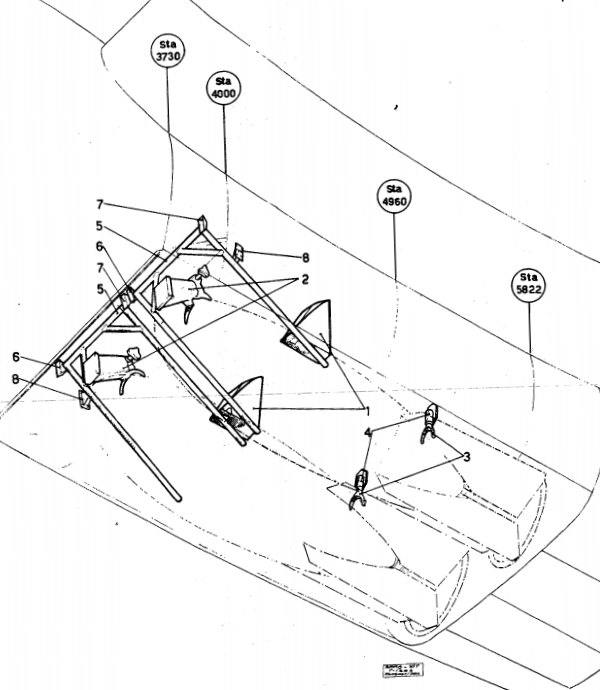
Bombgafflar på en Saab 18.

Bombsläppet vid störtbombning kan även vara problematiskt. Ett problem är att bomberna behöver vara externt monterade då interna bomber träffar framväggen av bombrummet i skarp dykning. Externt monterade bomber skapar luftmotstånd vilket gör planet långsammare och att det förbrukar mer bränsle. 
Förutom problemen kring externt monterade bomber behöver de även vara placerade centralt på planet för att göra det lättare att sikta. Detta skapar problem på flygplan med en dragande propeller då bomben kan falla in i propellerns ark, vilket förstör propellern och kan skada flygplanet. På flygplan med mer än en propeller har det också hänt att bomber fastnat i flygplanets nos.
För att lösa problem med bombfällning på propellerplan finns det två primära metoder. En av metoderna är att förse flygplanet med bombgafflar. Detta gör att bombens projektilbana hamnar utanför propellerns ark. Bombgafflar tillåter även fällning med internt monterade bomber. 
Den andra metoden är att förse planet med ett automatiserat sikte som tillåter planet att dyka i en mindre extrem vinkel och räknar ut när det är optimalt att släppa bomben, vilket då görs automatiskt. Denna typ av sikte är en svensk uppfinning och kom under slutet av andra världskriget som Bombsikte m/42, även kallat BT9.

## Historia
Störtbombning togs fram under 1930-talet av bland annat Sverige och Nazityskland. Tekniken var inte helt okänd tidigare, då det ligger nära till hand, men det var perioden 1933-1935 som denna stridstaktik såg störst utveckling, vilket ledde till de första ändamålsenliga störtbombplanen. 

### Nazityskland

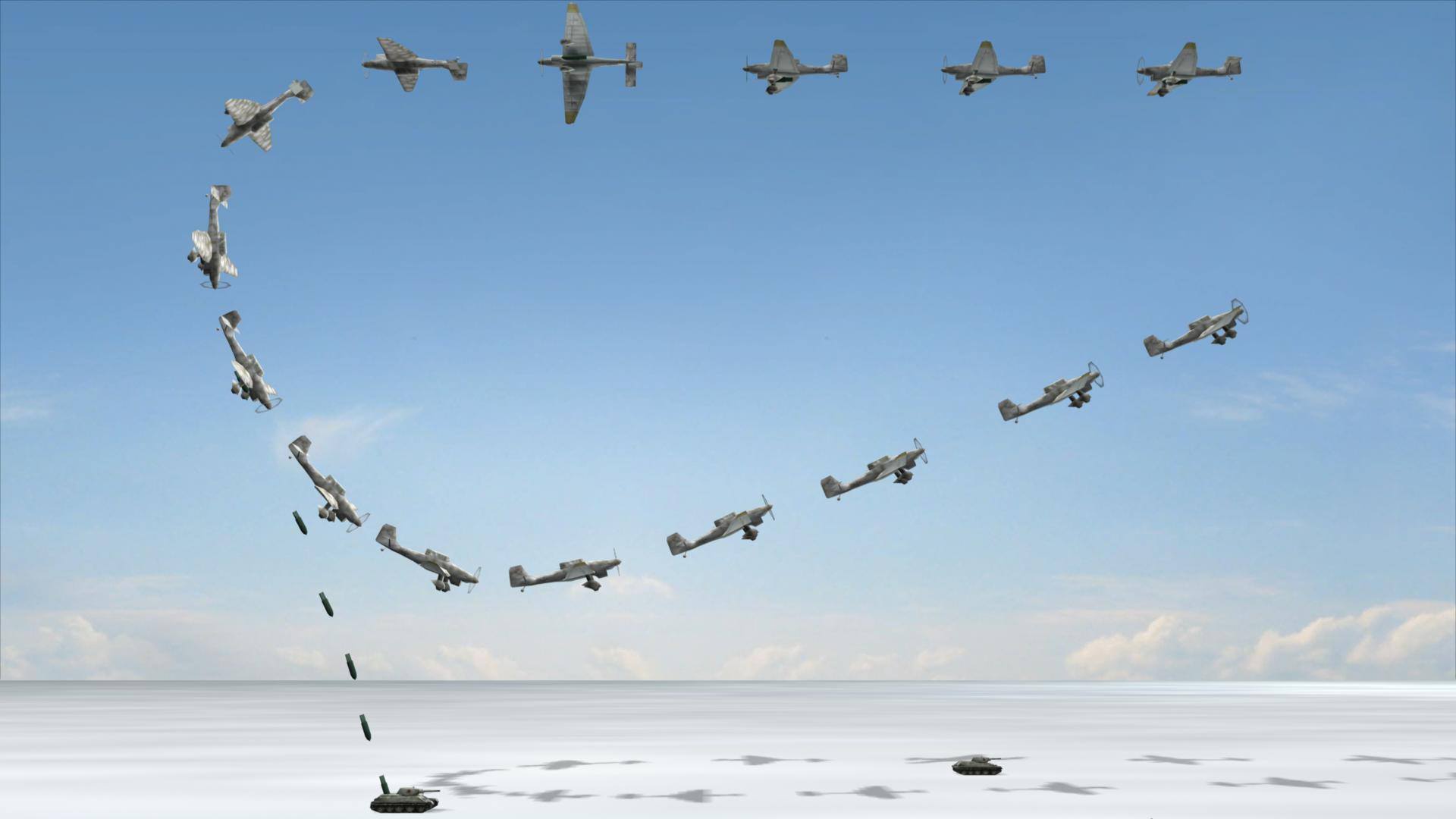
Exempel på hur Ju 87 störbombade.

Mannen som tog fram störtbombning i Nazityskland var en man vid namn Ernst Udet. Han började redan 1933 då han blev lovad två stycken Curtiss Hawk II plan om han gick med i det nazistpartiet, vilket han gjorde. Med dessa började han utveckla taktiker och principer för störtbombning vilket ledde honom att hjälpa till med bland annat utvecklingen av Junkers Ju 87, det mest inflytelserika störtbombplanet genom historien. 
Ju 87 flög redan 1935 och var helt byggd för störtbombning. Den hade stark konstruktion, bombgaffel, luftbromsar och var även utrustad med en speciell anordning som rätade upp planet automatiskt efter bombfällningen, även om piloten svimmade av g-krafterna. Planet var även försedd med ljudsirener monterade på landstället vilka gick igång vid dykning och signalerade till fienden att de var under attack. Detta var menat att ge psykologisk effekt på fienden.
Ju 87 kom att få namnet StuKa, förkortning för Sturzkampfflugzeug, störtbombplan på svenska och kom att få sitt elddop under spanska inbördeskriget vilket visade världen vilken effekt störtbombare kunde ha. Bland annat USA och Japan insåg dess effekt mot sjömål och började genast utveckla störtbombare för bruk på hangarfartyg.
Efter Ju 87 slutade Tyskland att satsa på enmotoriga långsamma störtbombplan utan började istället satsa på vad de kallade schnellbombers (snabbflygande bombplan). Dessa var tvåmotoriga snabba bombflygplan som kunde utföra båda höjdbombfällning och störtbombfällning. Dessa utvecklades primärt av Junkers och började med Junkers Ju 88 vilket ledde till Junkers Ju 188, vilket ledde till Junkers Ju 288, etc.

### Japan
Japan fick sitt första riktiga störtbombplansprojekt i luften redan 1938, vilket blev Aichi D3A. D3A kom att sätta sin fot på kartan under attacken på Pearl Harbor där den hade en betydande roll. D3A kom att följas av flera moderna japanska störtbombplan fram till krigsslutet. Ett av de mer avancerade exemplen var Aichi B7A Ryusei, som på pappret, vad gäller prestanda, kan anses vara det bästa störtbombplanet för bruk på hangarfartyg under kriget.

### USA
USA fick sitt första störtbombplan i luften 1935 vilket blev Curtiss SBC Helldiver. Den han dock ersättas av Douglas SBD Dauntless innan USA drogs in i kriget. Dauntless kom att se tjänst kriget ut och hade stor effekt under stillahavskriget. Dauntless kom att följas av Grumman TBF Avenger och Curtiss SB2C Helldiver bland flera.

### Storbritannien
Störtbombning fick aldrig något genomslag hos Royal Air Force, men Royal Navy tog störtbombaren Blackburn Skua i tjänst i slutet av 1938. Den gjorde väl ifrån sig under andra världskrigets första år, men det stod snart klart att den redan var omodern. Planen var att ersätta Skua med 450 stycken Curtiss SB2C Helldiver, men bara 26 stycken levererades. Royal Navy valde att istället hålla fast vid torpeder som sitt huvudsakliga attackvapen för hangarfartygsbaserade flygplan.

### Sverige
Sverige började med störtbombning 1934 med flygplanet B 4 och insåg snabbt att detta var det bästa alternativet för försvaret av Sverige då man kunde använda små flygplan för att skapa stor skada där det behövdes. Därefter kom alla svenska bombflygplan att konstrueras och bestyckas så de kunde störtbomba. Några exempel: B 5, B 16, B 17, B 18. Den kanske mest unika av dessa var Saab 17, då den kunde fälla ut landstället under dykning och använda det som luftbroms. Saab 17 som även att exporterats.